# Montemor-o-Velho
Montemor-o-Velho là một huyện thuộc tỉnh Coimbra, Bồ Đào Nha. Huyện này có diện tích 229 km², dân số thời điểm năm 2001 là 25478 người.